# Download Festival
Het Download Festival is een drie dagen durend rock/metal-muziekfestival, dat jaarlijks wordt gehouden in Donington Park, Engeland. Het festival vindt altijd plaats tegen het einde van het voorjaar, en wordt beheerd door Live Nation.

## Geschiedenis
Het Download Festival werd oorspronkelijk bedacht als opvolger voor de Monsters of Rock-festivals, die tussen 1980 en 1996 jaarlijks werden gehouden in Donington Park. In plaats van een evenement van slechts een dag werd besloten er een twee dagen durend evenement van te maken. In 2005 werd dit uitgebreid naar drie dagen.
De naam 'Download' werd gekozen om twee redenen. Allereerst vanwege de negatieve klank van dit woord in de muziekwereld (door de illegale handel in muziek), wat volgens de organisatoren goed bij rockmuziek paste daar dit als een rebels muziekgenre wordt gezien. De tweede reden was dat het internet een belangrijke rol zou gaan spelen bij de festivals om het feest wereldwijd toegankelijk te maken voor het publiek.
In 2003 hadden alle kaartjes voor het festival een speciale code, waarmee bezoekers gratis nummers konden downloaden van de bands die hadden opgetreden op het festival. Dit idee werd in latere jaren geschrapt. 

## Programma

### 2003
| Zaterdag 21 mei | |
| Main Stage | Scuzz Stage |
| Iron Maiden Marilyn Manson Deftones Ministry InMe Murderdolls Amen Funeral for a Friend Stampin' Ground Shadows Fall Murder One | A Reel Big Fish Taproot Sepultura Reef HIM Soil The Hellacopters SikTh 3 Colours Red From Autumn to Ashes QueenAdreena Violent Delight Stiff Cookie Arch Enemy Chimaira |

| Zondag 1 juni | |
| Main Stage | Scuzz Stage |
| Audioslave Zwan Flint Apocalyptica Less Than Jake Disturbed Stone Sour Evanescence Mudvayne Spineshank The Darkness One Minute Silence Raging Speedhorn Instruction | NOFX Boysetsfire The Bouncing Souls Strung Out Thrice [Spunge] T.S.O.L. Real McKenzies Metallica The Eighties Matchbox B-Line Disaster Brand New Instruction Beatsteaks Randy Fabulous Disaster |

### 2004
| Zaterdag 5 juni | | |
| Main Stage | Snickers "Game On" Stage | Barfly Stage |
| Linkin Park Sum 41 Iggy and The Stooges The Hives The Distillers Cradle of Filth Monster Magnet Opeth The Dillinger Escape Plan | Pennywise Electric Six Wildboyz Arch Enemy Biffy Clyro Idiot Pilot Million Dead Instruction 36 Crazyfists Akercocke Viking Skull Powder The Bled | Peaches International Noise Conspiracy Ikara Colt thisGirl Roxy Saint The Glitterati Surferosa Burst Lowfive Yourcodenameis:Milo Bullet for My Valentine The Holiday Plan Hiding Place Fireapple Red |

| Zondag 6 juni                                                                        | | |
| Main Stage                                                                           | Snickers "Game On" Stage | Barfly Stage |
| Metallica Korn Slipknot Machine Head Damageplan Soulfly Ill Niño Turbonegro Breed 77 | HIM Bowling for Soup Taking Back Sunday Slayer Life of Agony Brides of Destruction Drowning Pool Hatebreed Hoobastank Trapt Silvertide Ricky Warwick Terra Diablo | Suicide Girls Young Heart Attack Span The Sounds Dirty Americans Recover Amplifier Do Me Bad Things Danko Jones The Black Dahlia Murder Mooney Suzuki Gonga Despised Icon Hurricane Party Planet of Women |

### 2005
| Vrijdag 10 juni                                                                                         | | |
| Main Stage                                                                                              | Snickers Stage                                                                                          | Napster Stage |
| Feeder Garbage Dinosaur Jr. Megadeth Biffy Clyro The Others JJ72 Idiot Pilot Wednesday 13 Queen Adreena | Billy Idol The Used My Chemical Romance InMe The Bled Apocalyptica Underøath Lordi Fozzy Flogging Molly | Napalm Death Raging Speedhorn Paradise Lost A Change of Pace Hurricane Party Tokyo Dragons Colour of Fire Slunt Just a Word Crashdiet Planet of Women |

| Zaterdag 11 juni | | |
| Main Stage | Snickers Stage | Napster Stage |
| Black Sabbath Velvet Revolver HIM Anthrax Alter Bridge Bowling for Soup A The Mad Capsule Markets The Dwarves Trivium | In Flames Chimaira Lamb of God Bullet for My Valentine Meshuggah Unearth Every Time I Die Open Hand American Head Charge The Hurt Process | Helmet The Lucky Nine Breed 77 The Explosion Towers of London Johnny Truant The Ga Ga's The Answer Panic Cell Crucified Barbara Diamond Nights Don't Quit Your Day Job City on Fire S.A. Sanctaury |

| Zondag 12 juni                                                                                 | | |
| Main Stage                                                                                     | Snickers Stage | Napster Stage |
| System of a Down Slipknot Slayer Nightwish Killswitch Engage Papa Roach Mudvayne Society 1 DV8 | Motörhead DKT/MC5 Funeral for a Friend Lacuna Coil Mastodon Shadows Fall Helmet Caliban As I Lay Dying Gizmachi Send More Paramedics The Mascara Story | Therapy? Team Sleep Eighties Matchbox B-Line Disaster The Dresden Dolls The Glitterati The Saints Engerica 3 Inches of Blood Still Remains No Hope in New Jersey Acidtone Henry Rollins (Spoken word "sermon") |

### 2006

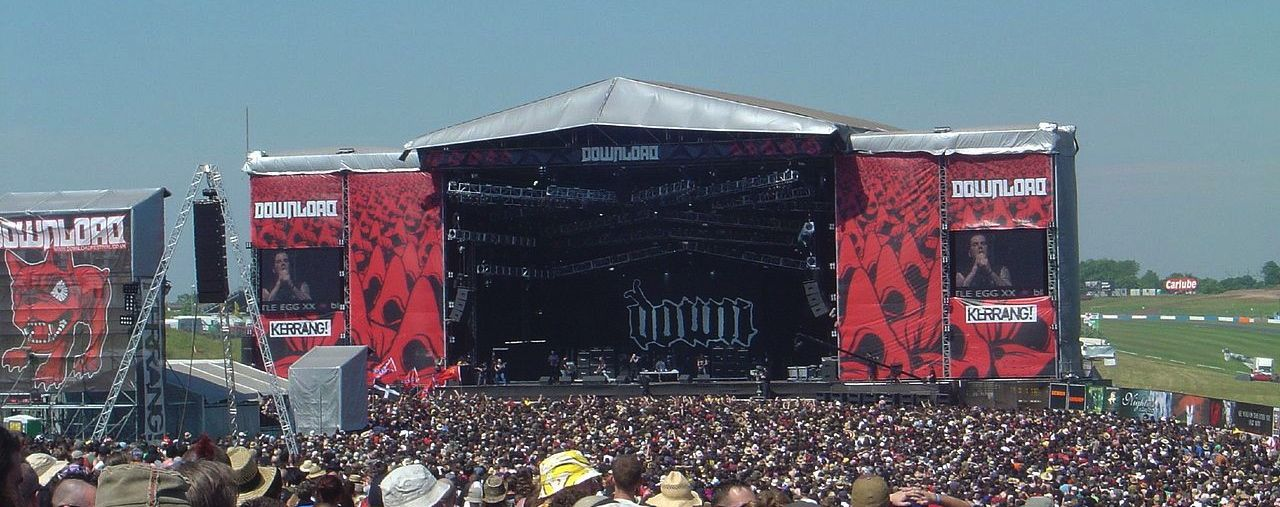
Down tijdens hun optreden op de Mainstage

| Vrijdag 9 juni                                                                            | | |                                      |
| Main Stage                                                                                | Snickers Stage                                                                                                  | Gibson/Myspace Stage | Snickers Bowl Stage                  |
| Tool Deftones Coheed and Cambria Soulfly Strapping Young Lad Soil Wicked Wisdom Amplifier | The All-American Rejects Atreyu InMe Clutch Fishbone Dredg Bleeding Through Gojira Throwdown Suns of the Tundra | Ginger & The Sonic Circus Backyard Babies Cathedral Engerica Bullets & Octane My Awesome Compilation Animal Alpha The Audition Art of Dying Enter Shikari Kitty Hudson | Gay for Johnny Depp Keiko SinTuition |

| Zaterdag 10 juni                                                                                          | | |                                               |
| Main Stage                                                                                                | Snickers Stage | Gibson/Myspace Stage | Snickers Bowl Stage                           |
| Metallica Korn Trivium Avenged Sevenfold Stone Sour Alice in Chains Arch Enemy Bloodsimple Satyricon Down | Alter Bridge Opeth Within Temptation Secret Machines Billy Talent Henry Rollins DevilDriver SikTh Johnny Truant Khoma | Killing Joke Reuben Mondo Generator Louie This Is Menace 10 Years Flyleaf Manic It Dies Today Living Things Exit Ten Colon Open Bracket Stonegard My Alamo | Get Cape. Wear Cape. Fly getAmped The Hedrons |

| Zondag 11 juni | | |                                   |
| Main Stage | Snickers Stage | Gibson/Myspace Stage | Snickers Bowl Stage               |
| Guns N' Roses Funeral for a Friend Bullet for My Valentine Cradle of Filth Lacuna Coil In Flames 36 Crazyfists DragonForce Hatebreed Breed 77 | The Prodigy Alexisonfire Eighteen Visions Hundred Reasons Aiden Fightstar From First to Last DevilDriver Zebrahead God Forbid | Sick of It All Lordi Skindred Moneen Darkest Hour Blindside Mendeed Bring Me the Horizon The Zico Chain Voodoo Six Lauren Harris Winterville Streetlight Youth I-Def-I | Viking Skull Betty curse Evergrey |

### 2007
| Vrijdag 8 juni                                                                                   |                                                                                                | |
| Main Stage                                                                                       | Dimebag Darrell Stage                                                                          | Tuborg Stage |
| My Chemical Romance Velvet Revolver Wolfmother DragonForce Megadeth Hinder Buckcherry Zico Chain | Korn Enter Shikari Paramore Porcupine Tree Saosin From Autumn to Ashes Turbonegro Ill Niño ANJ | Suicidal Tendencies Hayseed Dixie Yourcodenameis:Milo Job for a Cowboy The Hedrons Sanctity I Was a Cub Scout The Scare This Et Al Fortune Drive Drive-by Argument |

| Zaterdag 9 juni | | |
| Main Stage | Dimebag Darrell Stage | Tuborg Stage |
| Linkin Park Marilyn Manson Slayer Machine Head Bowling for Soup 30 Seconds to Mars Aiden Shadows Fall Hellyeah Turisas | Mötley Crüe Satellite Party Biffy Clyro My Vitriol My Dying Bride Gallows Anathema As I Lay Dying Bring Me the Horizon Bloodsimple Elliot Minor Cat the Dog S.A. Sanctuary | Head Automatica Necro The Answer Silverstein Lez Zeppelin Architects Priestess Panic Cell Beyond All Reason My Alamo Damone Army of Freshmen Malpractice |

| Zondag 10 juni                                                                                                 | | |
| Main Stage | Dimebag Darrell Stage | Tuborg Stage |
| Iron Maiden Evanescence Killswitch Engage Stone Sour Lamb of God Mastodon Papa Roach Chimaira Reuben Parikrama | Billy Talent Dream Theater Dimmu Borgir Within Temptation Napalm Death Paradise Lost Orange Goblin DevilDriver Unearth Cancer Bats After Forever Eyelash | Reel Big Fish Fastway Cult of Luna Lauren Harris Fair to Midland Kids in Glass Houses Between the Trees Flood of Red Lights. Action! Still Remains In This Moment The Ghost of a Thousand LostAlone |

### 2008
| Vrijdag 13 juni                                                        | | |
| Main Stage                                                             | Tuborg Stage | Gibson Stage |
| Kiss Judas Priest Motörhead Disturbed Seether Finger Eleven Black Tide | Simple Plan Rise Against Rival Schools The Subways The Fall of Troy Comeback Kid The Black Dahlia Murder Stone Gods Zebrahead | The Dillinger Escape Plan Kill Hannah Slaves to Gravity High on Fire In Case of Fire Blackhole Hostile Firewind Caimbo Rolo Tomassi Lovvers |

| Zaterdag 14 juni | | |
| Main Stage | Tuborg Stage | Gibson Stage |
| The Offspring Incubus Bullet for My Valentine Biffy Clyro Alter Bridge Madina Lake 36 Crazyfists Job for a Cowboy Skindred Sign | HIM Ash Pendulum Ace Frehley Amon Amarth Bleeding Through Throwdown A Day to Remember The Devil Wears Prada Alesana Annotations of an Autopsy Malefice | Testament Saxon Johnny Truant Fighting With Wire Brigade Army of Freshmen The Haze Big Linda The Last Supper Trigger the Bloodshed Mexicolas Go:Audio Rise to Remain Verra Cruz |

| Zondag 15 juni | | |
| Main Stage | Tuborg Stage | Gibson Stage |
| Lostprophets Jimmy Eat World Coheed and Cambria In Flames Within Temptation Apocalyptica Black Stone Cherry Fightstar From First to Last Glamour of the Kill | Cavalera Conspiracy Children of Bodom The Wildhearts Elliot Minor Kids in Glass Houses Chiodos Airbourne Rose Tattoo Lethal Bizzle Municipal Waste Animal Alpha Cry for Silence | Jonathan Davis and the SFA Valient Thorr Haunts August Burns Red Voodoo Six Between the Buried and Me Ted Maul Canterbury Exit Ten The Galvatrons Sons of Albion Devil Sold His Soul Invasion |

### 2009
| Vrijdag 14 juni                                                                                    | | | |
| Main Stage                                                                                         | Second Stage | Tuborg Stage | Red Bull Bedroom Jam Stage |
| Faith No More Korn Limp Bizkit Killswitch Engage Billy Talent Staind The Blackout Hollywood Undead | Mötley Crüe Opeth Lacuna Coil Bring Me the Horizon Dir En Grey Parkway Drive A Day to Remember In This Moment Steadlür | Meshuggah Duff McKagan's Loaded Backyard Babies Voivod Enter Shikari Middle Class Rut Lauren Harris Sylosis Bleed from Within Hunting the Minotaur Sleepercurve | Blackhole New Device DissolvedIn Linchpin Don Broco The Outcry Collective White Man Kamikaze Young Guns Tripswitch The Instigators |

| Zaterdag 15 juni                                                                                             | | | |
| Main Stage                                                                                                   | Second Stage | Tuborg Stage | Red Bull Bedroom Jam Stage |
| Slipknot Marilyn Manson Pendulum DragonForce Down Hatebreed DevilDriver Five Finger Death Punch Ripper Owens | The Prodigy Chris Cornell You Me at Six The Answer Static-X Fightstar In Case of Fire Hardcore Superstar Symphony Cult The Crave | Anvil Architects Thunder Lawnmower Deth Man Raze General Fiasco Billy Boy on Poison Loverman S.A. Sanctuary Facecage Black Spiders No Americana Acid Drop | The Blackout This City People in Planes My Passion The Auteur None the Less 13 Riots Forever Never Serpico The Computers Japanese Voyeurs Auger Bane |

| Zondag 16 juni                                                                               | | | |
| Main Stage                                                                                   | Second Stage | Tuborg Stage | Red Bull Bedroom Jam Stage |
| Def Leppard Whitesnake ZZ Top Dream Theater Journey Black Stone Cherry Skin Tesla Stone Gods | Trivium Papa Roach Buckcherry Clutch Shinedown Volbeat Karma to Burn Sevendust God Forbid Suicide Silence Trigger the Bloodshed Sacred Mother Tongue | Go:Audio Therapy? The 69 Eyes Sabbat Steel Panther Dear Superstar Hexes Hostile esOterica Pulled Apart by Horses Turbowolf Violent Soho Brides | We Are the Ocean Flood of Red Exit Avenue First Strike Twin Atlantic Attack! Attack! Logan Fei Comodo Jett Black Million $ Reload Raucous Jays Fall from Grace |

### 2010
| Vrijdag 11 juni |                                                               |                                                                                             |                                                                                     | |                                              |
| AC/DC Stage     | Maurice Jones Stage                                           | Ronnie James Dio Stage                                                                      | Pepsi Max Stage                                                                     | Red Bull Bedroom Jam Stage                                                                                           | Jägermeister Acoustic Stage                  |
| AC/DC           | Them Crooked Vultures Killswitch Engage 36 Crazyfists Unearth | Bullet for My Valentine Coheed and Cambria A Day to Remember Anathema Trigger the Bloodshed | Job for a Cowboy As I Lay Dying Tyketto Lawnmower Deth Sweethead Year Long Disaster | Devil Sold His Soul Funeral Party Heights Never Means Maybe Taylor Hawkins and the Coattail Riders Imicus The Humour | Skin Jettblack Sondura Starseed Danny Vaughn |

| Zaterdag 12 juni | | | | |                                                                                         |
| AC/DC Stage      | Maurice Jones Stage                                                                                                | Ronnie James Dio Stage | Pepsi Max Stage | Red Bull Bedroom Jam Stage | Jägermeister Acoustic Stage                                                             |
|                  | Rage Against the Machine Deftones Megadeth Lamb of God Five Finger Death Punch Flyleaf Atreyu Hellyeah Taking Dawn | 30 Seconds to Mars HIM The Blackout Volbeat We Are the Fallen Cancer Bats My Passion Rolo Tomassi Sonic Syndicate Rise to Remain | Michael Monroe Skin Y&T Senser Enuff Z'nuff Halestorm Rock Sugar Genitorturers Reckless Love Sybreed Holy Grail Killing for Company Godsized | Breed 77 Glamour of the Kill Kadawatha This Is Divine Stand Up Guy No Mean City The Dead Lay Waiting The Plight Urban Voodoo Machine Revoker | Reckless Love Panic Cell The Humour The More I See Dommin Everything Burns The Blackout |

| Zondag 13 juni |                                                                                     | | | | |
| AC/DC Stage    | Maurice Jones Stage                                                                 | Ronnie James Dio Stage | Pepsi Max Stage | Red Bull Bedroom Jam Stage | Jägermeister Acoustic Stage                                                                                       |
|                | Aerosmith Stone Temple Pilots Motörhead Billy Idol Slash Cinderella Saxon FM Dommin | Stone Sour Airbourne Steel Panther Porcupine Tree The Dillinger Escape Plan The Damned Things Napalm Death Switchfoot August Burns Red Nonpoint 3 Inches of Blood White Wizzard | Suicidal Tendencies Zebrahead Young Guns Die Apokalyptischen Reiter Whitechapel Jim Jones Revue Esoterica Your Demise Crime in Stereo TAB the Band The Morning After S.A. Sanctuary No Americana Ben Poole | Panic Cell Max Raptor T-34 Starseed Hearts Under Fire You And What Army Sacred Betrayal Enemo-J The Virgin Marys Straightlines Tiger Please | Ginger Nonpoint Enuff Z'nuff DJ Clash (Scott Rowley and Alexander Milas) The Dirty Feel Ricky Warwick Taking Dawn |

### 2011
| Vrijdag 10 juni                                                                                              | | |                                                                                               |                                                                                         |
| Main Stage                                                                                                   | Second Stage | Pepsi Max Stage | Red Bull Bedroom Jam Stage                                                                    | Jägermeister Acoustic Stage                                                             |
| Def Leppard The Darkness Alter Bridge Thin Lizzy Black Stone Cherry Duff McKagan's Loaded Puddle of Mudd CKY | Pendulum Korn Bring Me the Horizon Children of Bodom The Damned Things Anti-Flag Young Guns Destroy Rebuild Until God Shows Evaline | Danzig Times of Grace FM Hyro Da Hero Asking Alexandria Lower Than Atlantis Japanese Voyeurs Royal Republic Betraeus Sweet Savage | Modestep Envy of the State OAF Don Broco Page 44 Hill Valley High Makethisrelate Kellermensch | Skindred The Last Republic The Dirty Youth Million $ Reload Obsessive Compulsive Verses |

| Zaterdag 11 juni | | | | |
| Main Stage | Second Stage | Pepsi Max Stage | Red Bull Bedroom Jam Stage | Jägermeister Acoustic Stage                                                                             |
| System of a Down Avenged Sevenfold Skunk Anansie Down Hollywood Undead Skindred Escape the Fate All That Remains The Devil Wears Prada | Alice Cooper Twisted Sister Cheap Trick Mr. Big Dio Disciples Clutch Dan Reed Rock Sugar The BossHoss Rise to Remain Chthonic Sacred Mother Tongue | Funeral for a Friend The King Blues Sevendust Evile Trash Talk Your Demise letlive. VersaEmerge Ghost Straight Line Stitch TRC Houston The Rods | Dangerous! Kill 21 The Dangerous Summer Dear Superstar Heights Blitz Kids Welcome Wednesday The Morning After Dripback Fighting Wolves | Bowling for Soup Dan Reed Sons of Icarus Royal Republic Maiden uniteD Never Means Maybe Skin Intraverse |

| Zondag 12 juni | | | | |
| Main Stage | Second Stage                                                                                                  | Pepsi Max Stage | Red Bull Bedroom Jam Stage                                                                                              | Jägermeister Acoustic Stage |
| Linkin Park Bullet for My Valentine Disturbed The Gaslight Anthem The Pretty Reckless Bowling for Soup Madina Lake Biohazard Suicide Silence | Rob Zombie The Cult Black Veil Brides Buckcherry Turisas Gwar Kvelertak Hyro Da Hero Malefice Yashin Collapse | Frank Turner Plain White T's Silverstein Framing Hanley Deaf Havana T-34 Starseed My Darkest Days Sworn Amongst Hell Trucker Diablo Knock Out Kaine Jameson Raid | H.E.A.T. Baptized in Blood The Dead Lay Waiting Illuminatus You and What Army October File Belligerance Skeletal Damage | Dave McPherson Red, White and Blues Hyro Da Hero The Morning After Slaves to Gravity Heaven's Basement Voodoo Johnson Raven Vandelle |

### 2012
| Vrijdag 8 juni                                                         | | | |                                                                             |
| The Jim Marshall Stage                                                 | Zippo Encore Stage | Pepsi Max Stage | Redbull Bedroom Jam Stage | Jägermeister Acoustic Stage                                                 |
| The Prodigy Chase & Status Machine Head Billy Talent NOFX Fear Factory | Slash featuring Myles Kennedy & The Conspirators Nightwish Opeth Little Angels Terrorvision The Quireboys Red, White and Blues | The Devin Townsend Project AxeWound Soil While She Sleeps The Defiled Lawnmower Deth Hounds Absolute Power Silent Descent Impaled Existence | Cancer Bats Gallows The Safety Fire Voodoo Six Marmozets Upon a Burning Body Dive Bella Dive Reachback Dead Harts The Jellycats Broken | Yashin Skindred Breed 77 Million Dollar Reload Neonfly With One Last Breath |

| Zaterdag 9 juni                                                                                | | | |                                                                                               |
| The Jim Marshall Stage                                                                         | Zippo Encore Stage | Pepsi Max Stage | Redbull Bedroom Jam Stage | Jägermeister Acoustic Stage                                                                   |
| Metallica Biffy Clyro Tenacious D Steel Panther Trivium Black Veil Brides Saxon As I Lay Dying | You Me at Six Killswitch Engage Skindred Kids in Glass Houses Theory of a Deadman Four Year Strong Lower Than Atlantis Turbonegro Ginger Wildheart Halestorm Fozzy Page 44 | The Mission The Union Corey Taylor Sylosis My Passion The Treatment Anti-Nowhere League Gun The Yo-Yos Turbowolf Don Broco Avosetta No Americana | Cockney Rejects Fearless Vampire Killers LostAlone Mallory Knox Butcher Babies Acoda Never Means Maybe I Divide Golden Tanks 4 Arm Freebase Royal Cartel | Tyla The Quireboys Toby Jepson Heaven's Basement Red, White & Blues Soil Gun Six Hour Sundown |

| Zondag 10 juni | | | | |
| The Jim Marshall Stage                                                                                              | Zippo Encore Stage | Pepsi Max Stage | Redbull Bedroom Jam Stage | Jägermeister Acoustic Stage                                                                         |
| Black Sabbath Soundgarden Megadeth Lamb of God Black Label Society Anthrax Kyuss Lives! DevilDriver Stellar Revival | Rise Against Dropkick Murphys Refused Shinedown Ugly Kid Joe Sebastian Bach Rival Sons August Burns Red We Are the Ocean Black Spiders Kobra and the Lotus | Periphery Ghost Firewind Emmure La Dispute James Cleaver Quintet Shadows Fall Edguy Reckless Love Heaven's Basement Feed the Rhino Skarlett Riot | William Control Hawk Eyes The Dirty Youth The Minutes With One Last Breath Kopek You and What Army Strangle Kojak Adelaide Mechanical Smile PitchBlack Kamchatka | Saint Jude Fearless Vampire Killers Furyon Mordecai Daken Voodoo Johnson Sanguine White Powder Gold |

### 2013
| Vrijdag 14 juni                                                                                   |                                                                                                  | | |                                                                                    |
| Main Stage                                                                                        | Zippo Encore Stage                                                                               | Pepsi Max Stage | Red Bull Studios Stage                                                                                                  | Jägermeister Acoustic Stage                                                        |
| Slipknot Bullet for My Valentine Korn Down Papa Roach Asking Alexandria Architects Rise to Remain | Black Stone Cherry Gogol Bordello 3 Doors Down Volbeat Europe DragonForce Uriah Heep Dir En Grey | HIM Converge Motionless in White Turisas In This Moment The Sword Hang the Bastard Patent Pending Palm Reader Emperor Chung | Fearless Vampire Killers Fidlar The Algorithm Zico Chain Blood Command Hoax Verses Page 44 Free Fall Hammer of the Gods | We Are the Ocean Walking Papers Hear Kitty Kitty James Toseland Rob Lynch Avosetta |

| Zaterdag 15 juni                                                                                 | | | | |
| Main Stage                                                                                       | Zippo Encore Stage | Pepsi Max Stage | Red Bull Studios Stage | Jägermeister Acoustic Stage                                                                             |
| Iron Maiden Queens of the Stone Age Motörhead Alice in Chains Mastodon Buckcherry Young Guns UFO | Enter Shikari Jimmy Eat World Thunder Lit Karnivool Katatonia Hardcore Superstar Escape the Fate Heaven's Basement I Divide | The Hives Kvelertak Chthonic Uncle Acid & the Deadbeats Bury Tomorrow Heart of a Coward Empress Walking Papers Nekrogoblikon earthtone 9 Crowns Hill Valley High Broken | Last Witness Rat Attack Lonely the Brave Voodoo Six Wounds Silent Screams Black Moth Astroid Boys Idiom The Wild Lies Cytota | Devin Townsend Acoustic TV Buffalo Summer Crowns Straight Lines Fahran The Killing Floor The Afterparty |

| Zondag 16 juni | | | |                                                                                              |
| Main Stage | Zippo Encore Stage | Pepsi Max Stage | Red Bull Studios Stage | Jägermeister Acoustic Stage                                                                  |
| Rammstein 30 Seconds to Mars The Gaslight Anthem Stone Sour Parkway Drive Five Finger Death Punch Coal Chamber Cancer Bats Sacred Mother Tongue | Limp Bizkit A Day to Remember Airbourne Ghost Rival Sons Amon Amarth Masters of Reality Graveyard The Ghost Inside Hellyeah Blitz Kids | Satyricon Modestep P.O.D. Newsted Red Fang Vision of Disorder Bleed from Within Hacktivist Brutality Will Prevail Little Caesar Krokodil States of Panic GMOS | Sonic Boom Six Glamour of the Kill I AM I The Howling Radkey Buffalo Summer Huntress Black Dogs Mordecai The First Naked Flame | Heaven's Basement Pig Iron Crash Mansion Night X Night Crash Mansion The Graveltones Arthems |

### 2014
| Vrijdag 13 juni                                                                                                 | | | |                                                                                               |
| The Stephen Sutton Main Stage                                                                                   | Zippo Encore Stage                                                                                                | Pepsi Max Stage                                                                                            | Red Bull Studios Live Stage | Jägermeister Acoustic Stage                                                                   |
| Avenged Sevenfold Rob Zombie Within Temptation Black Label Society Skindred Powerman 5000 Crossfaith Miss May I | The Offspring Bad Religion Flogging Molly Rival Sons The Temperance Movement The Answer Drenge Tesla Tax the Heat | Opeth Anathema Letlive. Royal Blood Quicksand The Amity Affliction Radkey Turbowolf I Am Fire No Hot Ashes | Dan Reed Network Tyketto Battlecross Baby Godzilla Huntress Lyger Drones Page 44 They Say Fall Bloody Hammers Bad Touch Goldray | Jamie Lenman The Answer Danny Vaughn New City Kings The Mercy House Mia Klose Brother & Bones |

| Zaterdag 14 juni | | | | |
| The Stephen Sutton Main Stage | Zippo Encore Stage | Pepsi Max Stage | Red Bull Studios Live Stage | Jägermeister Acoustic Stage                                                                                  |
| Linkin Park Fall Out Boy Bring Me the Horizon Killswitch Engage Bowling for Soup While She Sleeps Bury Tomorrow Fozzy Dying Fetus | Status Quo Twisted Sister The Wildhearts Monster Magnet Orange Goblin Skid Row Twenty One Pilots The BossHoss Chevelle The Dirty Youth Press to Meco | Behemoth American Head Charge The Black Dahlia Murder Vamps Blessthefall Arcane Roots Lonely the Brave Marmozets Lawnmower Deth Zoax Collibus Iceman Thesis | SikTh The Howling Malevolence Martyr Defiled New Politics Nothing More Skyharbor coldrain Chasing Cadence Sinners Highway Colt 45 Breathe in the Silence Cytota Iceman Thesis | Ginger Wildheart Bowling for Soup Anathema Toby Jepson Dave McPherson Richards/Crane Ducking Punches Enemo-J |

| Zondag 15 juni                                                                                                | | | |                                                                                         |
| The Stephen Sutton Main Stage                                                                                 | Zippo Encore Stage | Pepsi Max Stage | Red Bull Studios Live Stage | Jägermeister Acoustic Stage                                                             |
| Aerosmith Alter Bridge Steel Panther Volbeat Joe Bonamassa Richie Sambora Buckcherry Winger Red Dragon Cartel | Trivium The Pretty Reckless Seether Philip H. Anselmo & The Illegals Sabaton Sepultura Emmure We Came as Romans Skillet Kill Devil Hill Avatar | The Dillinger Escape Plan The Used Suicide Silence Against Me! Memphis May Fire Black Stone Cherry Crazy Town The Treatment Feed the Rhino Thy Art Is Murder The Graveltones The Charm, The Fury Viza | Zebrahead Monuments Polar Heart in Hand Reignwolf Adelphia The Magnus Puto Create to Inspire Kid Karate Chinese Missy Life on Standby Arthemis Dead City Streets | Nick Oliveri Jon Gomm Oxygen Thief Milk Teeth VerseChorusVerse Fizzy Blood Stormbringer |

### 2015
| Vrijdag 12 juni                                                                                         | |                                                                                   | |                                      |
| Main Stage                                                                                              | Zippo Encore Stage | The Maverick Stage                                                                | Jake's Stage | Dog's Bed Stage                      |
| Slipknot Judas Priest Five Finger Death Punch Clutch Lacuna Coil At the Gates Hellyeah All That Remains | Black Stone Cherry Thunder Corrosion of Conformity Modestep The Cadillac Three Blues Pills Fearless Vampire Killers Rival State | Fightstar DragonForce Sylosis Beartooth Defeater Gnarwolves Krokodil Counterparts | A Young Guns Bombus The One Hundred Decade American Fangs Allusondrugs Blood Youth The Raven Age Wild Lies God Damn E of E | Hands Like Houses Beasts Rival State |

| Zaterdag 13 juni | | | |                                        |
| Main Stage | Zippo Encore Stage | The Maverick Stage | Jake's Stage | Dog's Bed Stage                        |
| Muse Faith No More A Day to Remember Rise Against Parkway Drive Hollywood Undead Mallory Knox Funeral for a Friend Heart of a Coward | Marilyn Manson Black Veil Brides Black Star Riders Motionless in White Carcass Testament Ace Frehley Apocalyptica Malefice Geyser The Lounge Kittens | Andrew W.K. Body Count Every Time I Die Crown the Empire Northlane Upon a Burning Body Stray from the Path Hands Like Houses Chunk! No, Captain Chunk! In Hearts Wake | Hey! Hello! The Pink Slips Dolomite Minor Insomnium Purson Dub War The Struts Roam Creeper Crobot Emp!re New Years Day Love Zombies Iconic Eye | Tim Vantol Von Hertzen Brothers Crobot |

| Zondag 14 juni | | | |                                                     |
| Main Stage | Zippo Encore Stage | The Maverick Stage | Jake's Stage | Dog's Bed Stage                                     |
| KISS Mötley Crüe Slash featuring Myles Kennedy & The Conspirators Billy Idol Blackberry Smoke Tremonti Cavalera Conspiracy 36 Crazyfists Pop Evil | Enter Shikari Lamb of God In Flames L7 Eagles of Death Metal Godsmack We Are Harlot Backyard Babies Von Hertzen Brothers H.E.A.T The Dead Daisies | Yellowcard The Ghost Inside Madball Three Days Grace The Darkness Code Orange Evil Scarecrow September Mourning Like a Storm | Suicidal Tendencies FIDLAR Chelsea Grin Butcher Babies Aaron Keylock Man with a Mission The Qemists René LaVice Trash Boat LTNT Hyena Colour of Noise Beasts Sirens in the Delta | Like a Storm Broken Chords Fearless Vampire Killers |

### 2016
| Vrijdag 10 juni                                                                 |                                                                                              |                                                                                   | |
| The Lemmy Stage                                                                 | Zippo Encore Stage                                                                           | The Maverick Stage                                                                | The Dogtooth Stage |
| Rammstein Korn (band) Killswitch Engage Babymetal Alien Ant Farm Royal Republic | All Time Low Twin Atlantic Glassjaw The Amity Affliction Skillet Graveyard As Lions RavenEye | Gutterdämmerung The Wildhearts Kadavar Fort Hope Heck Zoax Puppy Hill Valley High | Raging Speedhorn InMe Savage Messiah Skinny Lister From Ashes to New Counting Days Havok Strange Bones The Amorettes Weirds In Search of Sun |

| Zaterdag 11 juni                                                             | | | |
| The Lemmy Stage                                                              | Zippo Encore Stage | The Maverick Stage                                                                                    | The Dogtooth Stage |
| Black Sabbath Deftones Megadeth Rival Sons Sixx:A.M. Atreyu Beartooth Avatar | NOFX Skindred Against the Current Juliette & the Licks Bury Tomorrow Tesseract Scorpion Child The Men That Will Not Be Blamed for Nothing Inglorious Santa Cruz | Pennywise Neck Deep Anti-Flag Escape the Fate Lawnmower Deth Danko Jones Turbowolf Black Peaks SHVPES | Municipal Waste The Shrine Cane Hill Slaves Dead! Milk Teeth Wage War Palisades Reigning Days Wearing Scars Scattering Ashes |

| Zondag 12 juni                                                                                        | | | |
| The Lemmy Stage                                                                                       | Zippo Encore Stage | The Maverick Stage                                                                                                   | The Dogtooth Stage |
| Iron Maiden Nightwish Disturbed Shinedown Halestorm The Temperance Movement Amon Amarth Monster Truck | Jane’s Addiction Billy Talent Don Broco Breaking Benjamin One Ok Rock Periphery Delain Grand Magus Whiskey Myers Buck & Evans | Saxon Gojira Electric Wizard Tremonti Frank Carter & The Rattlesnakes Attila The Dirty Youth The Raven Age Wild Lies | Napalm Death Ho99o9 Good Tiger Ashestoangels Black Foxxes The Kenneths Muncie Girls The King Is Blind Witchsorrow Vukovi The Franklys |

### 2017
| Vrijdag 9 juni                                                                                           | | | |
| Main Stage                                                                                               | Zippo Encore Stage                                                                                       | The Avalanche Stage                                                                                                | The Dogtooth Stage |
| System of a Down Prophets of Rage Five Finger Death Punch Mastodon Sabaton Motionless in White Northlane | Sum 41 Good Charlotte Baroness Suicidal Tendencies Machine Gun Kelly The Raven Age Blackwater Conspiracy | Sleeping with Sirens State Champs Four Year Strong Issues Code Orange The Devil Wears Prada Astroid Boys M O S E S | Exodus The Contortionist Krokodil Lost Society Venom Prison God Damn Red Sun Rising Yonaka Otherkin Holding Absence She Must Burn |

| Zaterdag 10 juni                                                                         | | | |
| Main Stage                                                                               | Zippo Encore Stage | The Avalanche Stage | The Dogtooth Stage |
| Biffy Clyro A Day to Remember AFI Pierce the Veil Of Mice & Men Sikth Creeper Hacktivist | Rob Zombie The Devin Townsend Project Coheed and Cambria Max and Igor Cavalera Return to Roots Kvelertak Suicide Silence Alestorm RavenEye Tax the Heat | Simple Plan The Story So Far Every Time I Die Crown the Empire Knuckle Puck As It Is The One Hundred Trash Boat Greywind Normandie | Wednesday 13 The Lounge Kittens I the Mighty Sick Puppies Casey The LaFontaines IDLES Junior BlackWaters Drones Dead Label |

| Zondag 11 juni                                                                                  | | | |
| Main Stage                                                                                      | Zippo Encore Stage | The Avalanche Stage | The Dogtooth Stage |
| Aerosmith Alter Bridge Steel Panther Airbourne In Flames The Cadillac Three Orange Goblin Fozzy | Slayer Opeth Clutch Ministry Anathema DevilDriver Red Fang The Dead Daisies Tyler Bryant & the Shakedown Broken Witt Rebels | The Dillinger Escape Plan Moose Blood Basement The King Blues Touché Amoré Dinosaur Pile-Up Dead! Blood Youth Grove Street Families Wallflower | Perturbator Like a Storm Aaron Buchanan & The Cult Classics Devilskin Love Zombies Fizzy Blood The Charm the Fury Stone Broken Brutai Fallen State |

### 2018
| Vrijdag 8 juni                                                                              | | | |
| Main Stage                                                                                  | Zippo Encore Stage                                                                                    | The Avalanche Stage                                                                                  | The Dogtooth Stage |
| Avenged Sevenfold Bullet for My Valentine Volbeat Marmozets DragonForce Avatar Boston Manor | You Me at Six Hell Is For Heroes Jonathan Davis Andrew W.K. CKY Nothing More Miss May I Culture Abuse | Bad Religion The Bronx Cancer Bats Stick To Your Guns Stray from the Path Ded Employed to Serve Woes | Tesseract Napalm Death Emmure Igorrr Blessthefall Loathe Savage Messiah Gold Key Kaiser Franz Josef Helpless Cellar Darling |

| Zaterdag 9 juni | | | |
| Main Stage | Zippo Encore Stage | The Avalanche Stage                                                                                                  | The Dogtooth Stage |
| Guns N' Roses Black Stone Cherry Thunder The Temperance Movement The Struts Monster Truck Whiskey Myers The Pink Slips | Parkway Drive Babymetal Asking Alexandria L7 Bury Tomorrow Corrosion Of Conformity Lawnmower Deth Von Hertzen Brothers Powerflo | Neck Deep Mayday Parade The Maine Being As An Ocean The Fever 333 Rolo Tomassi The Faim WSTR TIGRESS The Bottom Line | Thy Art Is Murder Plini Knocked Loose Malevolence Massive Wagons SHVPES Sleep Token Higher Power Anchor Lane Death Blooms |

| Zondag 10 juni                                                                                               | | | |
| Main Stage                                                                                                   | Zippo Encore Stage                                                                                              | The Avalanche Stage                                                                                           | The Dogtooth Stage                                                                                               |
| Ozzy Osbourne Marilyn Manson Shinedown Black Veil Brides In This Moment Hatebreed Cradle Of Filth Inglorious | Rise Against Alexisonfire Meshuggah Thrice Body Count Kreator Dead Cross Turbonegro Greta Van Fleet Starcrawler | The Hives Less Than Jake A Jamie Lenman Black Foxxes Milk Teeth Bad Cop/Bad Cop Puppy Ecca Vandal Dream State | Baroness Zeal & Ardor Myrkur All Them Witches Wayward Sons Myke Gray No Hot Ashes The Hyena Kill Sun Arcana Koyo |

### 2019
| Vrijdag 14 juni |                                                                                               | | |
| Main Stage | Zippo Encore Stage                                                                            | The Avalanche Stage | The Dogtooth Stage |
| Def Leppard Slash featuring Myles Kennedy & the Conspirators Whitesnake Clutch Blackberry Smoke Tesla Last in Line | Rob Zombie Eagles of Death Metal Opeth Deadland Ritual Delain Kvelertak Skid Row Goodbye June | Me First and the Gimme Gimmes Reel Big Fish The Interrupters Zebrahead Man with a Mission Icon for Hire Sumo Cyco PENGSHUi | At the Gates Ne Obliviscaris Jinjer Twelve Foot Ninja Vega Lost Society Skynd Conjurer Nova Twins Those Damn Crows GroundCulture |

| Zaterdag 15 juni                                                                         | | |                                                                                            |
| Main Stage                                                                               | Zippo Encore Stage | The Avalanche Stage | The Dogtooth Stage                                                                         |
| Slipknot Die Antwoord Trivium Skindred Behemoth Power Trip Royal Republic Alien Weaponry | Halestorm Stone Temple Pilots Three Days Grace Brothers Osborne Epica Animals as Leaders Elvana Bad Wolves The Inspector Cluzo | Simple Creatures The Wonder Years Nothing,Nowhere Trash Boat ROAM Palisades The Beaches Hot Milk Yours Truly Parting Gift | Carcass Batushka Intervals The Hu Riding the Low Lovebites Queen Zee Underside Cloud Vambo |

| Zondag 16 juni                                                                        | | | |
| Main Stage                                                                            | Zippo Encore Stage                                                                                  | The Avalanche Stage | The Dogtooth Stage |
| Tool Smashing Pumpkins Lamb of God Amon Amarth Godsmack Underoath I Prevail Cane Hill | Slayer Dream Theater Anthrax Beartooth State Champs Starset Badflower Dinosaur Pile-Up Like a Storm | Enter Shikari Fever 333 Palaye Royale The Amity Affliction Our Last Night Black Peaks Heart of a Coward Allusinlove Black Futures RedHook | Municipal Waste Whitechapel Coldrain Alcest Toska Crystal Lake Kim Jennett Aaron Buchanan & The Cult Classics Blurred Vision Wolf Jaw Lost in Stereo |

### 2020
De 2020 editie was gepland voor 12-14 juni, met headliners Iron Maiden, System of a Down en Kiss. Op 25 maart werd bekend gemaakt dat het festival was afgelast wegens de COVID-19 pandemie.
In plaats van het festival was er een virtueel festival, Download TV: 3 dagen van oude optredens, niet eerder getoonde interviews, nieuwe optredens en meer.

### 2021
De 2021 edititie stond gepland voor 4 tot 6 juni. Net als een jaar eerder werd het festival afgelast wegens de COVID-19 pandemie.
Ook in 2021 was er een virtueel festival, dit keer speciale uitzendingen op Sky Arts met beelden van optredens van de beste healdiners de afgelopen 10 jaar.

### 2022
| Vrijdag 10 juni                                                                                  | | | |
| Apex Stage                                                                                       | Opus Stage | The Avalanche Stage                                                                                                | The Dogtooth Stage |
| Kiss A Day to Remember Skindred Black Veil Brides Bury Tomorrow Theory of a Deadman Wayward Sons | Frank Carter & The Rattlesnakes Airbourne Lacuna Coil Myles Kennedy & Company Skynd Kris Barras Band Ayron Jones | The Ghost Inside Sleep Token Normandie Meet Me @ The Altar Kid Brunswick As Everything Unfolds PENGSHUi Press Club | Electric Wizard Blues Pills Red Fang British Lion Bokassa Tempt A.A. Williams Dead Poet Society Cellar Door Moon Crow The Scratch Heriot |

| Zaterdag 11 juni                                                                                |                                                                                  | | |
| Apex Stage                                                                                      | Opus Stage                                                                       | The Avalanche Stage                                                                                                   | The Dogtooth Stage |
| Iron Maiden Deftones Shinedown Black Label Society Monster Truck Those Damn Crows The Raven Age | Megadeth Mastodon Daughtry Bush Ice Nine Kills Malevolence Cassyette Dirty Honey | Funeral for a Friend Creeper The Faim Grandson Holding Absence Loathe Dragged Under Salem Blackout Problems Aniimalia | Sepultura Napalm Death Dying Fetus Bleed from Within Venom Prison Will Haven Higher Power Dana Dentata Banks Arcade Dead Label Death Blooms Temples on Mars |

| Zondag 12 juni                                                   | | | |
| Apex Stage                                                       | Opus Stage | The Avalanche Stage | The Dogtooth Stage |
| Biffy Clyro Korn Volbeat Rise Against Alestorm Powerwolf Wargasm | Steel Panther The Darkness Skillet Baroness Tremonti Wednesday 13 Massive Wagons The Last Internationale Control the Storm | Descendents Boston Manor Trash Boat Spiritbox Marianas Trench Jamie Lenman The Hara Cemetery Sun Dead Posey Static Dress | Myles Kennedy Yonaka Twin Temple Fire from the Gods Orbit Culture Kill the Lights Modern Error Phoxjaw Bimini Anchor Lane The Velveteers The Injester |

### 2023
De 2023 editie staat gepland voor donderdag 8 tot zondag 11 juni. Om het 20 jarig jubileum van het festival te herdenken is er een extra dag toegevoegd.
Five Finger Death Punch zouden oorspronkelijk de Opus Stage op donderdag afsluiten maar zij moeten verstek laten gaan wegens ziekte van zanger Ivan Moody. Skindred zijn hun vervangers.
| Donderdag 8 juni                                    |                                                                      |                                                                           |                                                          |
| Apex Stage                                          | Opus Stage                                                           | Avalanche Stage                                                           | Dogtooth Stage                                           |
| Metallica Alter Bridge Halestorm Jinjer Mammoth WVH | Skindred Puscifer Hundred Reasons The Bronx Cancer Bats Cherry Bombs | State Champs Mom Jeans Punk Rock Factory Fearless Vampire Killers Tigress | Perturbator Haken A.A. Williams Caskets Mimi Barks Snayx |

| Vrijdag 9 juni                                                                        |                                                                                            |                                                                       | |
| Apex Stage                                                                            | Opus Stage                                                                                 | Avalanche Stage                                                       | Dogtooth Stage                                                                                           |
| Bring Me the Horizon Architects Pendulum Neck Deep Hot Milk Nova Twins Stand Atlantic | Evanescence Within Temptation Asking Alexandria Epica Elvana Smash Into Pieces The Warning | VV PUP The Blackout Crawlers AViVA As December Falls RedHook Fixation | Carpenter Brut GWAR Empire State Bastard Brutus Ingested Undeath Pupil Slicer Witch Fever Taipei Houston |

| Zaterdag 10 juni                                                         | |                                                                                              | |
| Apex Stage                                                               | Opus Stage | Avalanche Stage                                                                              | Dogtooth Stage |
| Metallica Disturbed Alexisonfire Clutch Ice Nine Kills Fever 333 Polaris | Placebo Simple Plan Three Days Grace Motionless in White Carcass Municipal Waste Stray from the Path Static Dress | Coheed and Cambria Deaf Havana Bob Vylan Nothing,Nowhere Kid Kapichi Casey Blackgold Rituals | Creeper Monuments Greg Puciato Spirit Adrift Enola Gay Bambie Thug Beauty School Dropout Lake Malice Kid Bookie Antisaint |

| Zondag 11 juni                                                          |                                                                                                 | | |
| Apex Stage                                                              | Opus Stage                                                                                      | Avalanche Stage                                                                                        | Dogtooth Stage                                                                                      |
| Slipknot Parkway Drive I Prevail Behemoth The Hu Lorna Shore Bloodywood | Ghost Bad Religion Palaye Royale Dinosaur Pile-Up Avatar The Amity Affliction SiM Blind Channel | Electric Callboy Set it Off Mod Sun Cleopatrick Jazmin Bean Joey Valence & Brae Taylor Acorn Crashface | Hatebreed Touché Amoré Terror Soen Green Lung Soul Glo The Meffs Hawxx Graphic Nature Beauty School |